# Peter Prebble
Pour les articles homonymes, voir Prebble.
Peter W. Prebble  (né le 13 septembre 1950) est un homme politique provincial canadien de la Saskatchewan. Il siège à l'Assemblée législative de la Saskatchewan au titre de député du Nouveau Parti démocratique de la Saskatchewan de 1978 à 1982, de 1986 à 1991 et de 1999 à 2007.

## Biographie
Né dans l'Essex en Angleterre, Prebble entame sa carrière politique en devenant député néo-démocrate de Saskatoon Sutherland en 1978. Tentant une réélection, mais dans la circonscription voisine de Saskatoon University, en 1982, mais il est défait par le progressiste-conservateur Rick Folk (en). Il réussit à prendre sa revanche sur Folk en 1986. Saskatoon University étant abolie en 1991, il dut se représenter dans Saskatoon-Greystone, mais il est défait par la cheffe libérale Lynda Haverstock.
Passant son tour pour les élections de 1995, la retraite de Haverstock le convainc de se présenter en 1999. Réélu en 2003, il ne se représente pas en 2007. Il tente un retour en 2011, mais est défait par le député sortant Rob Norris.
Il est directeur de la Saskatchewan Environmental Society's de septembre 2012 à août 2016 et demeure un militant critique des causes environnementale de la province.